# Fréderik Louis Ritter
Fréderik Louis Ritter (Estrasburg, Alsàcia, 22 de juny de 1834 - Anvers, Bèlgica, 6 de juliol de 1891) fou un compositor i musicògraf alemany.
Va ser deixeble de Schletterer a Estrasburg i d'en Kastner a París i el 1852 fou nomenat mestre de música del seminari de Finstingen, però poc temps després es traslladà als Estats Units i primer s'establí a Cincinnati i més tard a Nova York, on per espai de molts anys dirigí la societat coral Harmonic Society. Des de 1867 fou professor de música del Varssar College, de Poughkeepsie.

## Composicions
Entre les seves composicions hi figuren tres simfonies, una obertura, el poema simfònic Stella, un concert per a piano, un concert per a violoncel, 2 quartets per a instruments de corda, els Salms IV i XLVI per a solistes, cor i orquestra, el Salm XLV per a veus de dona i orgue, cors per a veus d'homes, etc.

## Escrits
- Practical method jor the instruction of Chorus-Classers
- History of Music in the form of lectures (1870-1874)
- The student's history of music (1884)
- Music in America (1883-1890 i 1894)
- Music in its relation to the intellectual life (1891).

La seva esposa Fanny Reymond Ritter, va traduir diverses obres alemanyes a l'anglès i publicà, a més Woman as a musician.